# Маљен
Маљен је планина у Србији која се налази јужно од Ваљева. Пружа се правцем исток-запад у дужини од око 25 km. Најпознатије туристичко место на планини Маљен су Дивчибаре које се налазе на висини од око 980 m надморске висине. На Дивчибарама налази се водопад Скакало који заузима шесто место највиших водопада у Србији. Налази се на реци Манастирици и висок је 30 метара.

## Географске карактеристике
Маљен и његов западни део Букови (756 m) су праве Ваљевске планине, које се пружају у правцу запад-исток. Северни делови су изграђени од кречњака и зато су његове северне ивице прилично стрмо засечене и представљају одсеке. Стрмом засецању допринели су и раседи, али не само на северним него и на јужним странама ове планине, те стога она стрмо пада у пространу Косјерићку и црногорску котлину. Од Ластре, преко Дивчибара до највишег врха Маљена земљиште је од серпентина и еуфотита. Маљен се састоји од стена различите старости. Ту се јављају јурски (лијаски) кречњаци, јурска дијабаз-рожначка формација, мафити и ултрамафити. Ултрамафити су највише распрострањени на Маљену и Сувобору. На обе ове планине распрострањене су кретацијске творевине.

## Највиши врхови
- Краљев сто (1.104 m)
- Црни врх (Маљен) (1.098 m)
- Стражара (1.061 m)
- Голубац (Маљен) (1.056 m)
- Паљба (1.051 m)
- Велика плећа (1.037 m)
- Велико брдо (1.036 m)
- Власови (1.033 m)
- Забалац (1.011 m)

## Привреда
Добра је путна мрежа са градским насељима Ваљево, Косјерић и Мионица, као и са Београдом и Шапцем. Преко Маљена води важна саобраћајница која пресеца Подрињско-ваљевске планине правцем север - југ, водећи од Ваљева ка Косјерићу, Пожеги и Ужицу. Грађење тунела испод масива Букови је почело још 1939, за пругу Чачак - Бања Лука, а после рата је пробијен, сада за пругу Београд—Бар, деоница нормалног колосека од Ваљева до Ужица отворена је 1972. Маљен је деценијама излетиште, летовалиште, одмаралиште, школа у природи. Ту се налазе села, туристички објекти. Развијено је сточарство.

## Биљни свет
На Маљену је заступљен богат биљни свет, нарочито дрвеће. Цела планина, а посебно Дивчибаре су познате по ливадама. Четинарске шуме су од највећег значаја за планину Маљен. Ту су заступљени бели и црни бор, јела, смрча, клека и планински бор. Шуме црног и белог бора су најзаступљеније и на њих отпада око две трећине шумске површине. Постоје шуме црног бора, шуме белог бора, као и шуме црног и белог бора. На Маљену је јединствен случај у Србији да се јавља шума белог бора без учешћа црног бора. Постоји и мања скупина планинског бора иако ова врста четинара расте на надморској висини од преко 2000 m. Од листопадног дрвећа су заступљене највише буква и бреза. Образују шуме засебно или са четинарима. Ту расте још и црни и бели јасен, храст, цер, обична леска, мечја леска, јасика, планинска ива, горски јавор, дивља крушка, граб и друге. Цео Маљен је познат по шумским и ливадским биљним заједницама. Расте нарцис, јаглика, вресак, шафран, мајчина душица, златни шумски љиљан, линцура, босанска и јадранска перуника, мразовац и друге. Заступљени су и шумски плодови који се користе у људској исхрани. Распрострањена је шумска јагода, дивља малина, купина, боровнице. Најзначајнија је боровница која је богата витаминима, гвожђем и танином. Боровница расте као жбуње на целом простору Маљена, али је највише има у шумама букве и јеле.
- Ливадско биље
- Дивља ружа
- Ливадско биље
- Мајчина душица
- Ливадско биље

## Животињски свет
Богат биљни свет је погодовао развоју богатог животињског света. Од длакаве дивљачи најзначајнија је срна, а нарочито у деловима око Црне реке, Крчмарске реке, као и на шумовитим висовима. Има зечева и веверица. Некада је вукова и лисица било у знатном броју, али су сад сведени на најмањи број. Уништавање ових грабљиваца је допринело да се повећа број племените дивљачи, посебно срна. Ту се спорадично појављује и дивља свиња. Заступљене су и куна белица и куна златица чије је крзно изузетно цењено. Погодни природни услови су омогућили заступљеност пернате дивљачи. Највише има јаребице камењарке. Некада је био распрострањен и белоглави суп, а сад се задржао само у клисури Црне реке и има гнезда на неприступачним окомитим странама у пределу Љутог крша, Голупца и Црвеног брега. Данас га има све мање, чак су истраживања показала да се више не гнезди на овом локалитету. Овде су још заступљени велики шарени детлић, сеоски детлић, крстокљун, креја и планински славуј.

Погодни су услови за развој и размножавање риба. У речицама које настају на Маљену живе кркуша, клен, златаћ и поточни рак. Некада су воде Маљена биле богате поточном пастрмком и липљеном, али због погоршања услова, недозвољеног изловљавања ове врсте су практично уништене.

## Галерија
- Маљен - Дивчибаре - врх Паљевине
- Маљен - Дивчибаре - Црни врх поглед ка Тометином пољу
- Маљен - Дивчибаре - Поглед према Тометином пољу
- Маљен - Дивчибаре - врх Голубац панорама
- Маљен - Дивчибаре - врх Голубац панорама
- Маљен - Дивчибаре - Стари планински катун на Голубцу
- Извориште Црне реке на Дивчибарама подно Љутог крша
- Љути крш на Дивчибарама
- Поглед са места Голубац на Краљев сто
- Поглед са Црног врха према југоистоку и Тометином пољу
- Поглед са Црног врха према југоистоку и Тометином пољу
- Поглед са Црног врха према југоистоку и Тометином пољу
- Североисточни обронци планине Маљен поглед из села Брежђе
- Североисточни обронци планине Маљен поглед из села Брежђе
- Североисточни обронци планине Маљен поглед из села Брежђе
- Североисточни обронци планине Маљен поглед из села Брежђе